# Батаевский сельсовет (Могилёвская область)
Батаевский сельсовет (бел. Батаеўскі сельсавет) — упразднённая административная единица на территории Хотимского района Могилёвской области Белоруссии.

## Географическое положение
Сельсовет находился в юго-западной части Хотимского района, граничил с Берёзковским, Беседовичским сельсоветами, Брянской областью Российской Федерации.
Административный центр — деревня Ветка — находится на расстоянии 29 км от Хотимска.

## История
Образован 20 августа 1924 года.
30 декабря 2010 года упразднены три деревни: Долгая Дубрава, Троицкий и Труд. Упразднён 20 сентября 2013 года, его территория вошла в состав Беседовичского сельсавета.

## Состав
Батаевский сельсовет включал 11 населённых пунктов:
- Батаево — агрогородок.
- Ветка — деревня.
- Голубовка — деревня.
- Дубровка — деревня.
- Еленовка — деревня.
- Ивкино — деревня.
- Князёвка — деревня.
- Красная Поляна — деревня.
- Липаки — деревня.
- Михайловка — деревня.
- Черчёное — деревня.

Упразднённые населённые пункты:
- Великий Ясень — деревня.
- Орел — деревня.

## Экономика
- СПК «Батаево»

## Социальная сфера
ГУО «Ветковский учебно-педагогический комплекс детский сад-средняя школа», 2 фельдшерско-акушерских пункта, 2 Дома культуры, библиотека-клуб, библиотека-музей, библиотека, 7 домов социальных услуг, Батаевское лесничество, 2 отделения связи, 2 магазина, комплексно-приёмный пункт.